# Białe noce (film 1985)
Białe noce (ang. White Nights) – film z 1985 roku w reżyserii Taylora Hackforda.

## Obsada
- Michaił Barysznikow – Nikołaj (Kolja) Rodczenko
- Gregory Hines – Raymond Greenwood
- Jerzy Skolimowski – pułkownik Czajko
- Helen Mirren – Galina Iwanowa
- Geraldine Page – Anne Wyatt
- Isabella Rossellini – Darya Greenwood
- John Glover – Wynn Scott
- William Hootkins – Chuck Malarek

## Nagrody
- Nagroda Akademii Filmowej 1986
  - Oscar za najlepszą piosenkę oryginalną – Say You, Say Me, Lionel Richie
  - nominacja do Oscara za najlepszą oryginalną piosenkę filmową – Separate Lives, Stephen Bishop